# 贝滕费尔德
贝滕费尔德是德国莱茵兰-普法尔茨州的一个市镇。总面积17.27平方公里，总人口663人，其中男性322人，女性341人（2011年12月31日），人口密度38人/平方公里。